# Drammen
Drammenⓘ es un municipio y localidad de Noruega de la provincia de Buskerud. Es la novena ciudad noruega por orden de población con 67 016 habitantes según el censo de 2015.

## Geografía
Drammen es una de las ciudades más grandes de Noruega, y se sitúa a 47 km de la capital estatal, Oslo. El centro de la ciudad se sitúa al final de un valle, a ambos lados del río Drammenselva, donde este confluye con el fiordo de Drammen. Drammen es también el principal puerto importador de  automóviles y fruta de Noruega.

## Topónimo
La forma del nombre en nórdico antiguo era Drafn. El fiordo Drammensfjord probablemente tomó su nombre del río Dramselva (Dröfn en nórdico antiguo, que significa «ola»).

## Historia
Las cavernas de Åskollen y Skogerveien tienen una antigüedad de 6000 a 7000 años, y son los primeros signos de actividad humana en la zona.
Drammen estaba formado en su origen por dos pequeños puertos marinos: Bragernes al lado norte del Drammenselva y Strømsø y Tangen en la orilla sur. Por propósitos comerciales, los pequeños puertos pesqueros se convirtieron en pequeñas poblaciones supeditadas a ciudades mercantiles. Pese a la cercanía de aquellas poblaciones, Bragernes fue encomendado a Christiania (actual Oslo) y Strømsø a Tønsberg. Por esta razón, la cooperación entre las poblaciones limítrofes se hizo imposible. En 1662 se propuso unir Strømsø y Bragernes para formar una ciudad mercantil bajo el nombre de Frederiksstrøm. La propuesta fue rechazada por Federico III de Dinamarca. Finalmente, todos los núcleos se unieron el 19 de junio de 1811.

## Nativos famosos
- Johan Halvorsen (1864-1935), músico;
- Martin Ødegaard (1998-), futbolista;
- Halfdan Egedius (1877-99), pintor e ilustrador;
- Ole Einar Bjørndalen (1974-), esquiador especialista en biatlón.